# Србија на Медитеранским играма 2013.
Србија је учествовала на 17. Медитеранским играма 2013 одржаном у Мерсину, Турска, од 20. до 30. јуна. Ово су биле друге Медитеранске игре од 2006. године од када Србија учествује самостално под овим именом. 
Боје Србије на Медитеранским играма у Мерсину 2013. бранило је 151 спортиста у 23 спорта, 20 појединачних и 3 екипна
Заставу Србије на церемонији отварања је носила Ивана Максимовић.
Србија је освојила укупно 34 медаље: 12 златних и по 11 сребрних и бронзаних, освојивши, заузевши тако 8. место у укупном поретку.

## Учесници по спортовима
| Бр. | Спорт                   | Мушкарци | Жене | Укупно |
| --- | ----------------------- | -------- | ---- | ------ |
| 1.  | Атлетика                | 6        | 5    | 11     |
| 2.  | Бадминтон               | 1        | 1    | 2      |
| 3.  | Бициклизам              | 4        | 0    | 4      |
| 4.  | Боћање                  | 3        | 3    | 6      |
| 5.  | Ватерполо               | 13       | 0    | 13     |
| 6.  | Веслање                 | 7        | 1    | 8      |
| 7.  | Дизање тегова           | 1        | 1    | 2      |
| 8.  | Једрење                 | 1        | 0    | 1      |
| 9.  | Кајак и кану            | 5        | 2    | 7      |
| 10. | Карате                  | 4        | 2    | 6      |
| 11. | Кошарка                 | 12       | 0    | 12     |
| 12. | Мачевање                | 1        | 1    | 2      |
| 13. | Одбојка на песку        | 4        | 4    | 8      |
| 14. | Пливање                 | 7        | 0    | 7      |
| 15. | Рукомет                 | 16       | 16   | 32     |
| 16. | Рвање                   | 4        | 0    | 4      |
| 17. | Скијање на води         | 2        | 0    | 2      |
| 18. | Стони тенис             | 2        | 0    | 2      |
| 19. | Стреличарство           | 3        | 0    | 3      |
| 20. | Стрељаштво, летеће мете | 2        | 0    | 2      |
| 21. | Стрељаштво              | 4        | 5    | 9      |
| 22. | Теквондо                | 2        | 2    | 4      |
| 23. | Џудо                    | 4        | 0    | 4      |
|     | Укупно (23)             | 107      | 44   | 151    |

## Освајачи медаља
| Јована Бартошић   |  | Сања Рајовић        |  |  |
| Драгана Цвијић    |  | Јована Рисовић      |  |  |
| Сандра Филиповић  |  | Катарина Степановић |  |  |
| Тамара Георгијев  |  | Јована Стоиљковић   |  |  |
| Ана Качаревић     |  | Мирјана Танић       |  |  |
| Катарина Крпеж    |  | Јелена Трифуновић   |  |  |
| Маја Радојичић    |  | Јелена Живковић     |  |  |
| Сања Радосављевић |  | Марина Живковић     |  |  |

| Немања Арнаутовић |  | Никола Калинић    |  |  |
| Дарко Балабан     |  | Никола Малешевић  |  |  |
| Филип Човић       |  | Ђорђе Мајсторовић |  |  |
| Милош Димић       |  | Никола Марковић   |  |  |
| Ђорђе Дреновац    |  | Стефан Настић     |  |  |
| Стефан Јовић      |  | Стефан Живановић  |  |  |

## Атлетика
У атлетским такмичењима учесвовало је 11 атлетичара (5 мушкараца и 6 жена). Освојене су три медаље једна златна и две сребрне, а постигнут је један национални рекорд и рекорд медитеранских игара.

### Мушкарци
| Атлетичар    | Дисциплина | Лични рекорд | Квалификације | Квалификације | Финале               | Финале  | Детаљи |
| Атлетичар    | Дисциплина | Лични рекорд | Резултат      | Место         | Резултат             | Место   | Детаљи |
| ------------ | ---------- | ------------ | ------------- | ------------- | -------------------- | ------- | ------ |
| Милош Савић  | 100 м      | 10,49        | 10,79         | 6. у гр. 1    | Није се квалификовао | 12 / 15 |        |
| Намања Којић | 800 м      |              | 1:49,10 ЛР    | 5. у гр. 1    | Није се квалификовао | 11 / 15 |        |

## Бициклизам
| Бициклиста         | Дисциплина   | Време | Пласман |
| ------------------ | ------------ | ----- | ------- |
| Милош Борисављевић | Друмска трка |       |         |
| Милош Борисављевић | Хронометар   |       |         |
| Марко Даниловић    | Друмска трка |       |         |
| Марко Даниловић    | Хронометар   |       |         |
| Габор Каса         | Друмска трка |       |         |
| Јован Зекавица     | Друмска трка |       |         |

## Кошарка
Тим
| - Милош Димић - Стефан Јовић - Никола Марковић - Стефан Живановић | - Никола Калинић - Филип Човић - Немања Арнаутовић - Ђорђе Дреновац | - Ђорђе Мајсторовић - Никола Малешевић - Дарко Балабан - Стефан Настић |